# Erebus atavistis
Erebus atavistis är en fjärilsart som beskrevs av George Francis Hampson 1913. Erebus atavistis ingår i släktet Erebus och familjen nattflyn. Inga underarter finns listade i Catalogue of Life.